# 水上 (列車)
水上（みなかみ）は、東日本旅客鉄道（JR東日本）が上野駅 - 水上駅間を東北本線・高崎線・上越線経由で運行する臨時特急列車。現在では年末年始にのみ運行されている。

## 概要
水上温泉郷への観光客輸送のため、1957年（昭和32年）から上越線方面への優等列車の運転が行われた。上越新幹線の開業（1982年）以降は、東京近郊の通勤輸送の一端を担ったほか、水上駅・沼田駅・渋川駅など、新幹線が経由しない上越線主要駅の利用客を拾う役割も担うようになった。
「水上」の名称で運転が開始されたのは1997年（平成9年）のことで、1982年（昭和57年）に運転が開始された特急「新特急谷川」の名称を上越新幹線（東京駅 - 高崎駅・越後湯沢駅間）の「たにがわ」の名称としたために、「水上」に変更したものである。
しかし、上越新幹線や関越自動車道の利用に押され、利用者の減少により、2010年（平成22年）12月3日で定期列車としての運行を終了し、翌12月4日からは臨時列車として運転されている。

## 運行概況

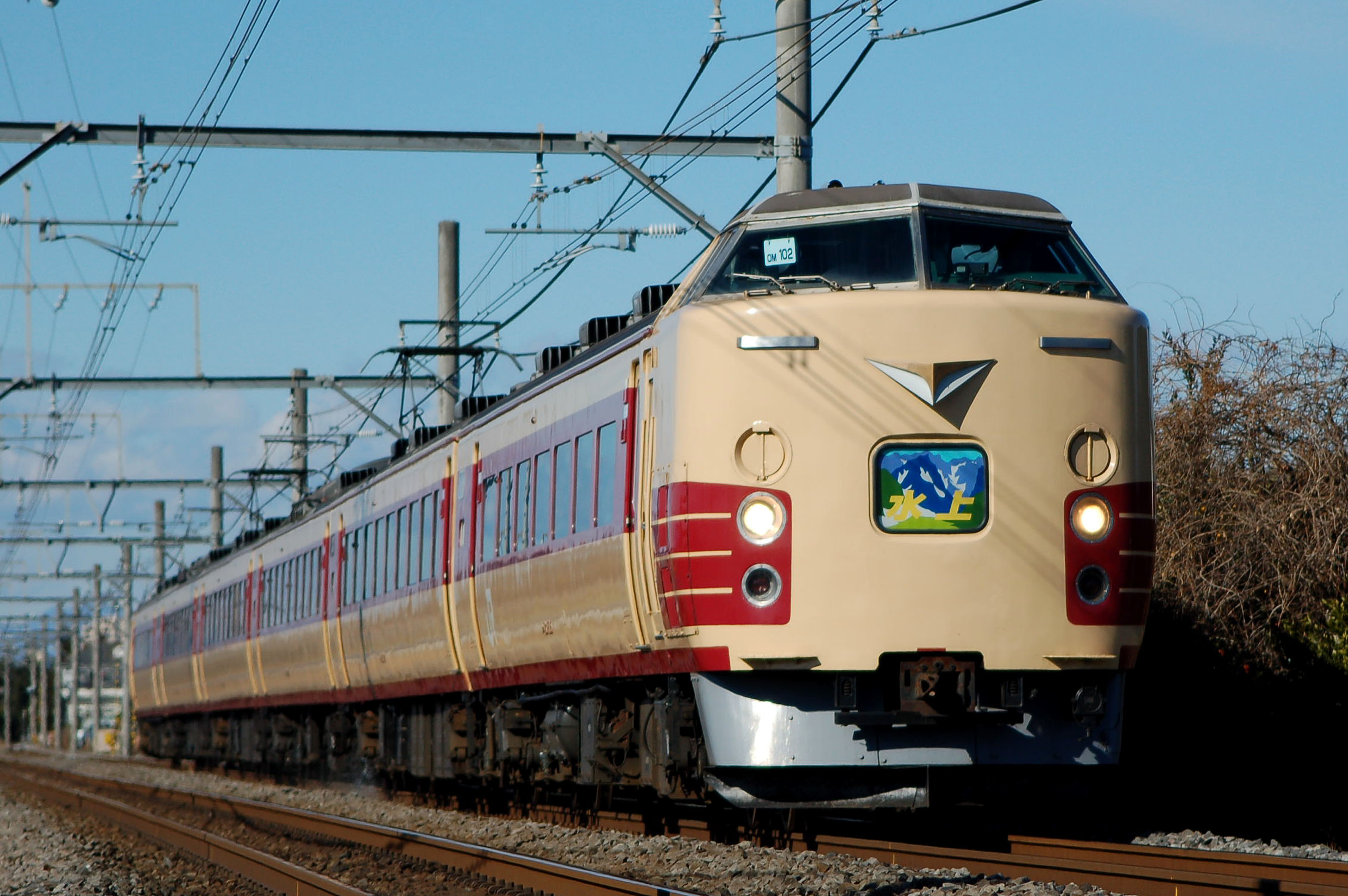
183系電車1000番台で運転される際は、往年の特急「谷川」を模した絵入りヘッドマークが掲出される（2008年1月3日）

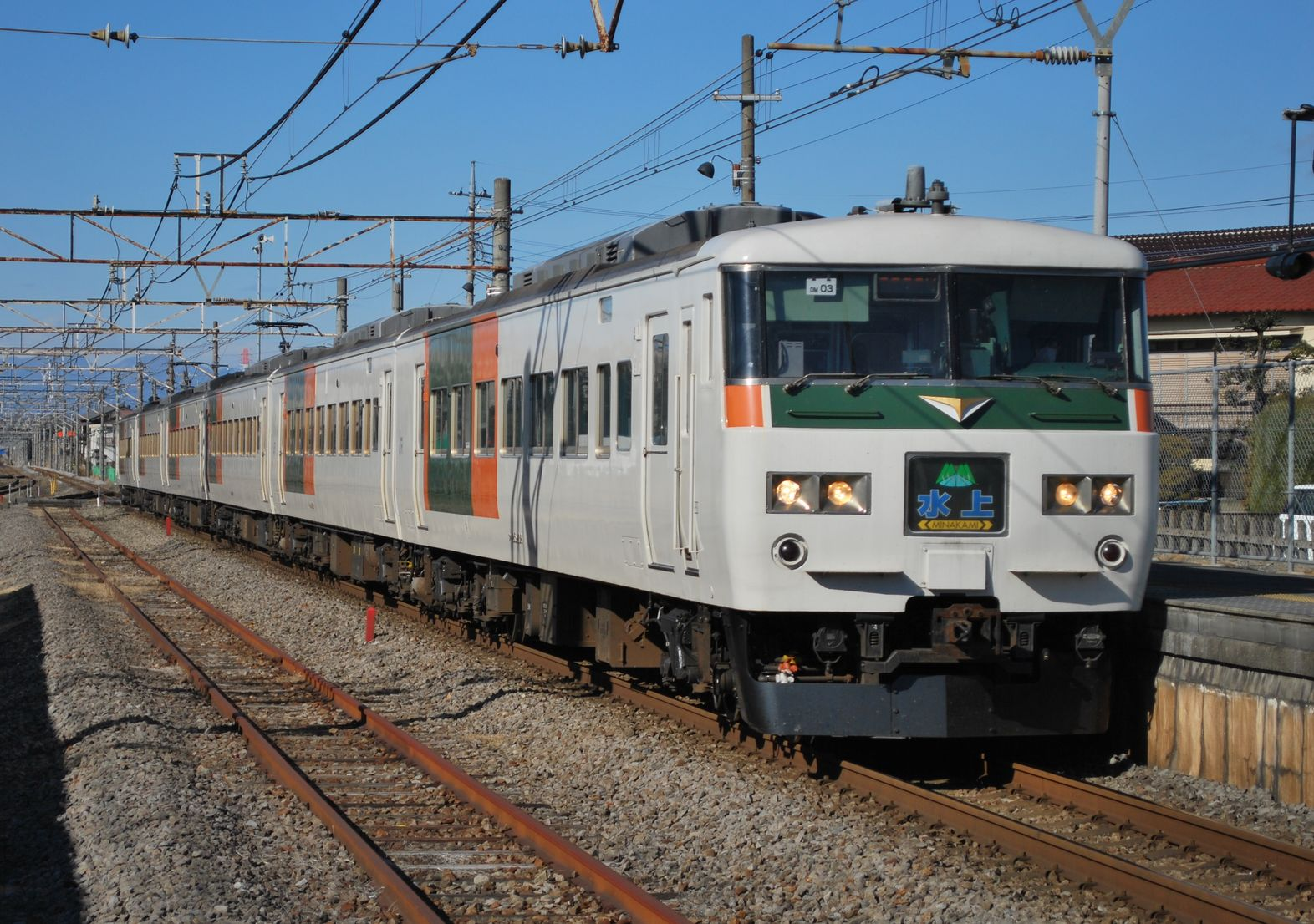
季節運行化された特急水上。2013年年末、2014年正月シーズンはグリーン車なしの6両編成で運転。（2014年1月5日）

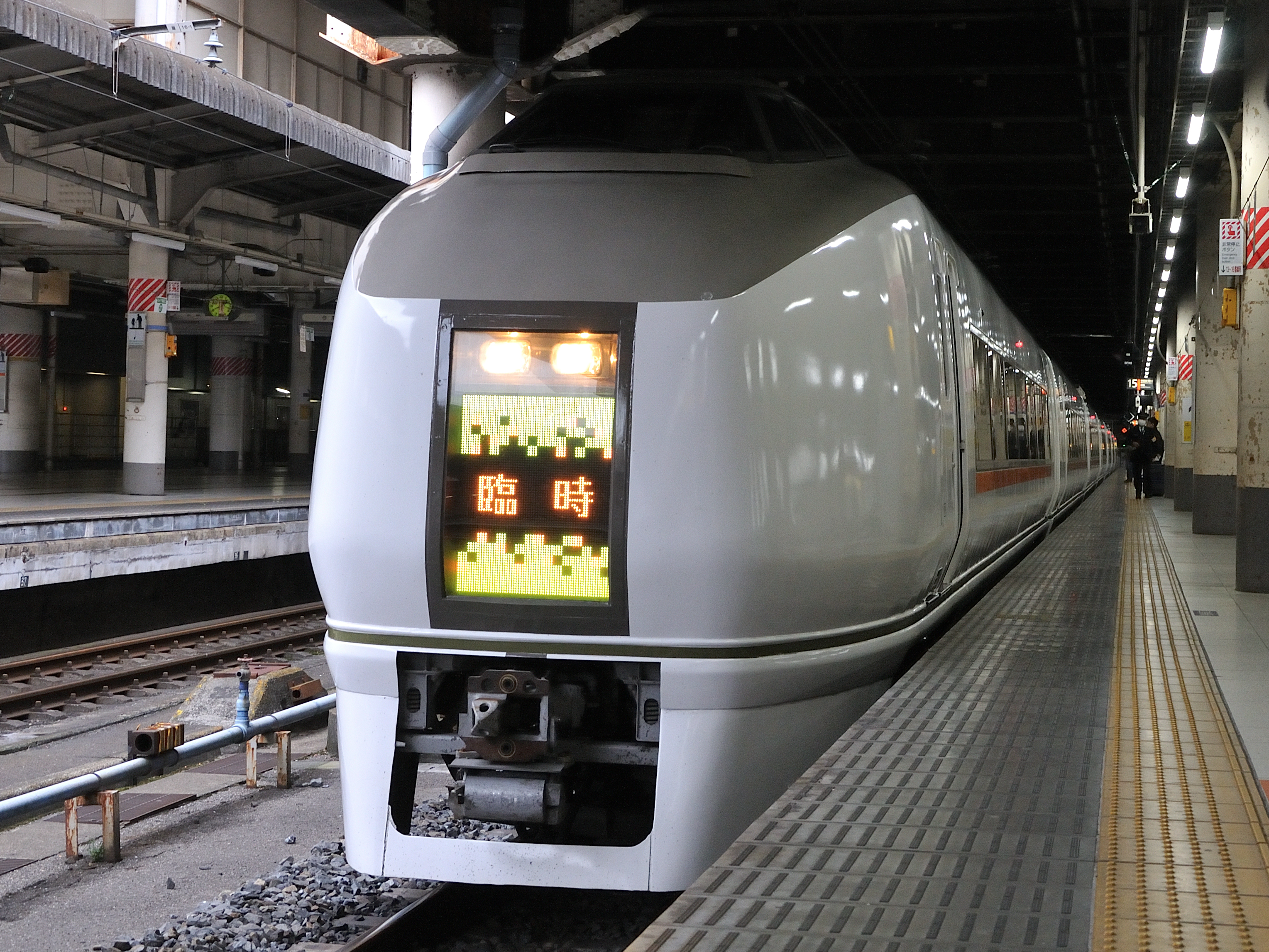
2023年の年始まで651系電車1000番台で運転された。（2017年12月31日）

現在は臨時列車として上野駅 - 水上駅間で運転されている。かつて冬季にはスキー客の輸送を兼ねて石打駅まで、夏季には一部列車が越後湯沢駅まで延長運転されることがあった。水上からは冬期は越後中里駅・越後湯沢駅、夏期は土合駅に停車した。
全区間を通して比較的利用者が多い「草津」と比べ、「水上」は渋川駅 - 水上駅間の空席が目立ったため、徐々に運転本数が減少し、2010年（平成22年）12月4日のダイヤ改正で定期列車としては廃止され、土休日運転の臨時列車2往復となった。2011年（平成23年）の東北地方太平洋沖地震（東日本大震災）発生以後は土休日に1往復のみの運転となった。
2012年（平成24年）3月17日のダイヤ改正以降は運転日をさらに縮小して季節列車化され、「草津」との併結運転を取り止めた。

### 停車駅
上野駅 - 赤羽駅 - 浦和駅 - 大宮駅 - 熊谷駅 - 高崎駅 - 新前橋駅 - 渋川駅 - 沼田駅 - 水上駅
- 2010年12月4日 - 2012年2月26日の土休日ダイヤ運行時は、上尾駅は一部列車のみ停車、桶川駅は全列車通過であった。
- 定期運行していた時代には、鴻巣駅、新町駅、後閑駅、上牧駅に停車する列車があった。

### 使用車両・編成
- E653系1000番台（勝田車両センター所属） - 2023年末から運転開始[4]。

#### 過去の使用列車
- 651系1000番台（大宮総合車両センター所属） - 2017年から2022年の年末年始運転分まで使用された。
- 183系1000番台 - 一部の臨時列車で使用された。
- 185系200番台 - かつてはグリーン車1両が連結された7両編成で運転されていたが、2013年12月からはグリーン車なしの6両編成で運転されていた[5]。

## 沿革
- 1957年（昭和32年）：上野駅 - 石打駅間に臨時準急列車として「ゆけむり」の運行を開始。
- 1958年（昭和33年）：臨時準急「奥利根」が上野駅 - 越後湯沢駅間で運転開始。
- 1959年（昭和34年）：「ゆけむり」の名称を「みくに」に変更。
- 1960年（昭和35年）：毎日運行の臨時準急列車「ゆのさと」の運行開始。
- 1961年（昭和36年）：ダイヤ改正により、次のように変更。
- # 「奥利根」の新宿駅 - 水上駅間を中央本線・八高線・上越線経由とし、従来の高崎線経由列車を「苗場」に名称変更。
- # 臨時準急列車「上越いでゆ」が上野駅 - 水上駅間で運転開始。
  - 「奥利根」の場合、中央本線での利用も視野に入れて運行されたとされる。なお、八高線は非電化であることから、気動車により運行されていた。
- 1962年（昭和37年）：「上越いでゆ」が廃止。
- 1964年（昭和39年）：準急「みなかみ」が上野駅 - 水上駅間で運転開始。八高線経由の「奥利根」は運行を週末に限定し名称を「みくに」に変更。
  - 上野駅 - 長野原駅間を運行する「草津」と増解結するため、気動車で運転されていた。
- 1965年（昭和40年）：上野駅 - 水上駅・石打駅間の準急「みなかみ」「苗場」「奥利根」を「奥利根」に統一。八高線経由の「みくに」は廃止。上野駅 - 前橋駅・渋川駅間で準急「はるな」が運転開始。
- 1966年（昭和41年）：「奥利根」「はるな」が急行列車化。はるな」の上野駅 - 前橋駅間が「あかぎ」に統合。
- 1968年（昭和43年）：上野駅 - 水上駅・石打駅間の急行「奥利根」・上野駅 - 渋川駅間の急行「はるな」を「ゆけむり」に変更。下り7本、上り6本を運行。
- 1969年（昭和44年）：上野駅 - 石打駅間を運行する臨時特急列車として「新雪」（しんせつ）運行開始。
  - 当初よりスキー列車として設定されており、行先は石打駅が主体であったが、シーズンによっては浦佐駅・小千谷駅・長岡駅まで運行されたり、使用される車両も157系・183系（新潟運転所・幕張電車区・田町電車区配置）、185系のほか、仙台運転所・青森運転所配置の485系、金沢運転所配置の489系も投入されるなどバラエティに富んでいた。
- 1976年（昭和51年）：「ゆけむり」の高崎行き下り1本を快速列車化。
- 1982年（昭和57年）：ダイヤ改正で急行「ゆけむり」の一部を格上げし、特急「谷川」（たにがわ）とする。設定当時は下り4本、上り5本。なお、185系電車200番台が不足しているため、急行「ゆけむり」は3往復存続。「谷川」7号が上越線内普通列車の為、高崎駅で分割される。ペアは「あかぎ」3号。

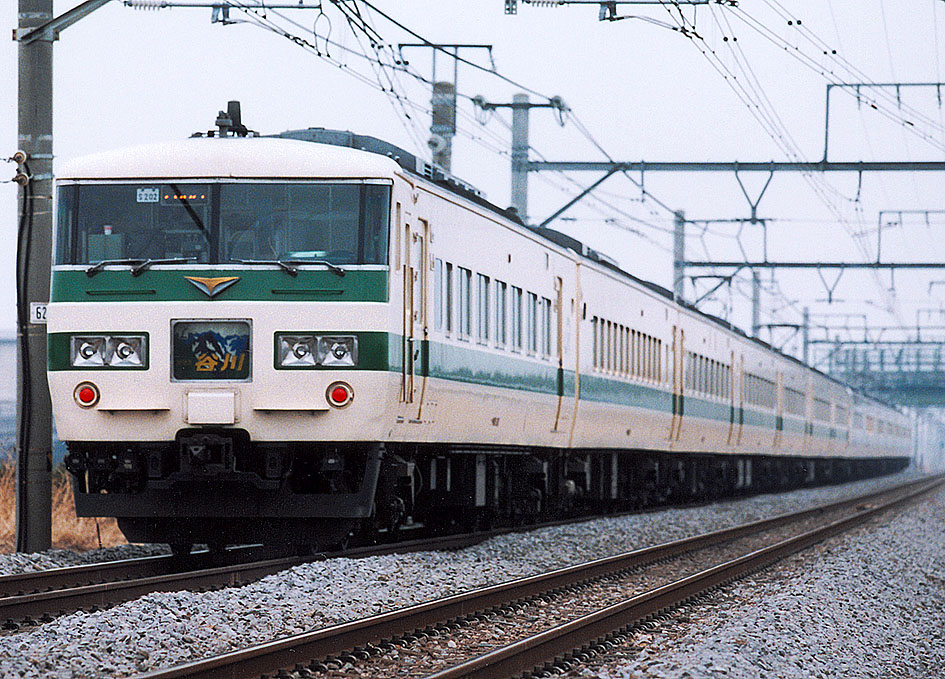
185系「新特急谷川」と「新特急あかぎ」

- 1985年（昭和60年）：急行「ゆけむり」を廃止し、「谷川」に統合。「谷川」はエル特急化され、「新特急谷川」と称し5往復体制となる。
  - 浦和駅、上尾駅、桶川駅、新町駅の一部停車開始。
  - 後閑駅、上牧駅が全便停車。
  - 「新特急谷川」5・8号が単独運転の為、乗車号数が1号車から7号車であり、それ以外は8号車から14号車である。併結運転の上野駅側の号車番号が1号車から7号車は「新特急草津」「新特急あかぎ」である。
  - 「谷川」7号時代、上越線内普通列車で運行されていた最終便の「新特急谷川」9号は、上越線内は特急扱いでの運行開始。
  - 全区間上野駅 - 水上駅での運行に統一。スキーシーズンのみ「新特急谷川」3・7・6・10号が石打駅まで延長運転される。越後中里駅、越後湯沢駅に停車。
- 1986年（昭和61年）：浦和駅と上尾駅が全便停車。
  - 上尾駅全便停車は1989年（平成元年）改正前まで。
  - 鴻巣駅に新規停車。
- 1987年（昭和62年）：臨時特急「新雪」の運行を終了。
  - 晩年の特急「新雪」の停車駅
  - 上野駅 - 大宮駅 - 熊谷駅 - 高崎駅 - 新前橋駅 - 渋川駅 - 水上駅 - 越後中里駅 - 越後湯沢駅 - 石打駅
- 1989年（平成元年）：併結運転している「新特急谷川」と「新特急草津」の号車番号が差し替えになる。1号車から7号車が「新特急谷川」、8号車から14号車が「新特急草津」になる。
- 1994年（平成6年）：「新特急谷川」9号が新前橋駅 - 水上駅が臨時列車に格下げ。「新特急谷川」2号が水上駅 - 渋川駅間が廃止。
- 1997年（平成9年）：上越新幹線東京駅 - 高崎駅・越後湯沢駅間の列車を「たにがわ」とし、「新特急谷川」は「新特急水上」（しんとっきゅうみなかみ）に変更[1]。
  - 号数の割り振りが「新特急水上」と「新特急草津」と合わせた形の通しになる。
  - 2往復が熊谷駅通過のダイヤが設定される。
  - 上牧駅が停車駅から外れる。

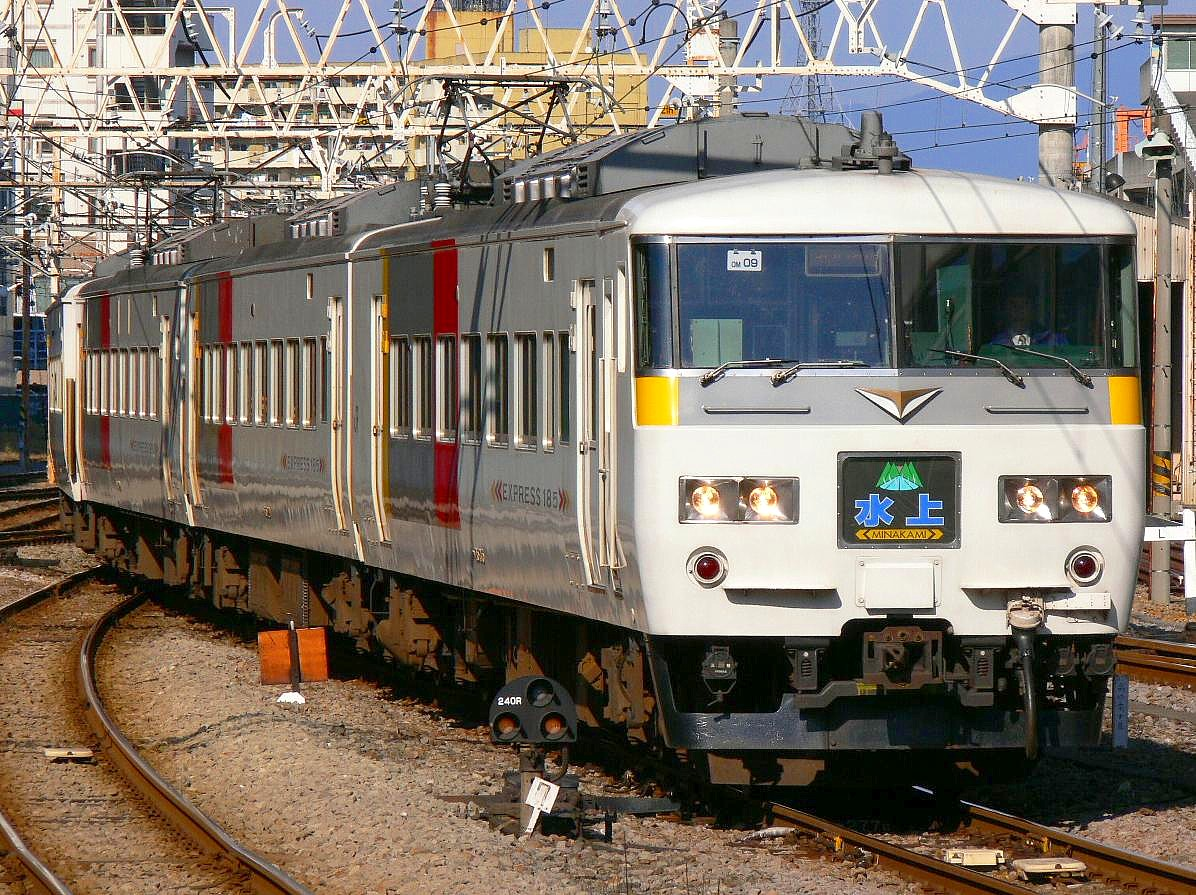
高崎駅に進入する185系時代の水上号

- 2002年（平成14年）：エル特急および新特急呼称廃止のため、特急「水上」に変更[6]。
- 2004年（平成16年）10月16日：全列車が特急「草津」と新前橋駅にて増解結を実施。また、1往復が臨時特急「リゾート水上」に格下げされる。
- 2006年（平成18年）7月22日・9月30日：4年ぶりに越後湯沢駅まで延長運転。
- 2007年（平成19年）3月18日：全車両禁煙となる。
- 2010年（平成22年）12月：利用客減少により、定期運行を廃止し臨時列車化（土休日のみ運転に変更）。
- 2012年（平成24年）2月：土休日の運転を廃止。以後は季節運行となり、「草津」との併結は廃止。
- 2017年（平成29年）8月：5年ぶりに夏季の運転が行われる[7]。この年の列車から、使用車両を651系電車に変更。
  - 12月：冬季運転が行われる。使用車両は651系電車。
- 2020年（令和2年）12月：冬季運転が行われる[8]。使用車両は651系電車。
- 2023年（令和5年）12月：全車指定席となり、後閑駅が停車駅から外れる。この年から使用車両をE653系電車に変更。